# 沙田循道衛理中學
沙田循道衞理中學（英語：Sha Tin Methodist College）是一所在香港政府津貼中位列第一组别的男女中學，位於香港沙田區新田圍邨的一所連環型校舍，於1983年創立。
此校曾於2006年參與中學校舍分配，並競投位於大圍名城的30班千禧校舍，但最後由沙田崇真中學投得，故此校繼續在現址辦學。

## 歷任校長
- 張翠儀（2020–現在）
- 何振傑（2011–2020）
- 劉賀強（1989–2011）
- 周子森（1983–1989）

## 校訓
The fear of the Lord is the beginning of wisdom, and the knowledge of the Holy One is insight. (Proverbs 9:10)
敬畏耶和華是智慧的開端，認識至聖者便是聰明。（箴言 9:10）

## 校徽
1. 十字架：循道衞理會的會徽（中國本色化的十架）
2. 燈：為主發光，為主作鹽。
3. 書：一本是聖經，一本是學術書籍，代表信仰與知識並重。
4. 背景：代表均衡發展。紅藍兩色間格均衡地分配，顯示出白色十架。
紅色代表坦誠、勇敢、毅力、進取等積極態度。
藍色代表寧靜、信心、持守、知識、修養等生命內涵。

## 校樹
該校校樹為火焰木，校樹曾經遭遇數次颱風吹襲折斷，但都奇蹟地生存下去。曾在2014年暑假被颱風吹斷，於2017年重植火焰木，即現時所見的校樹。

## 班級結構
| 年級 | 班級數目 |
| ---- | -------- |
| 中一 | 4        |
| 中二 | 4        |
| 中三 | 4        |
| 中四 | 5        |
| 中五 | 4        |
| 中六 | 4        |

## 學校教師
學校目前有59名教師，其中58名持有大學學位，25名持有高級學位。另有教育心理學家、駐校社工及學生輔導員各1人。

## 警告制度
學校的警告分為以下幾種：
- 警告：普通警告，通常為欠交功課。俗稱「白紙」。
- 嚴重警告：通常為老師較重視的問題，等於兩個普通警告，例如儀容不整、不當使用iPad等。俗稱「黃紙」。
- 缺點：情節稍微嚴重，例如對老師說謊，未經允許拍照等。
- 小過：情節較為嚴重，例如未經允許拿走他人物件、篡改分數等。
- 大過：情節極其嚴重，嚴重犯規，例如沒有合適理由缺席、不當身體碰撞、霸凌等。

## 著名校友
- 陳嘉欣：無綫新聞總主播兼記者。
- 陳佩琳：前亞視新聞助理採訪主任兼主播
- 黃雅宇：前亞視新聞首席主播兼記者
- 李晞彤：無綫新聞財經台主播兼記者
- 可　洛：香港作家，個人作品包括《女媧之門》系列、小說集《繪逃師》。創作支援網站CREATO的創辦人之一，現為創作組織「紅紅綠」成員，獨立創作誌《月台》編委。
- 王嘉偉：藝名「東方昇」，現任毛記電視助理數碼經理兼愛國主播。
- 王耀祖：舞台劇演員，前香港電台第二台瘋show快活人主持
- 陳蔚嘉：大埔區議會區議員（太和選區）
- 劉其烽：曾任北區區議會區議員（天平東選區）
- 譚爾培：大埔區議會區議員（西貢北選區）
- 羅立強：海事處助理署長